# Locomotiva FS 743
Le locomotive a vapore del gruppo FS 743 sono il prodotto di una modifica delle locomotive 740.

## Storia e caratteristiche
Il progetto del gruppo 740, sviluppato dalla Rete Adriatica, ripreso e portato avanti dalle Ferrovie dello Stato e di cui vennero costruite 470 unità tra il 1911 ed il 1922
dati i risultati eccellenti fu oggetto di esperimenti e modifiche atte a migliorarne l'efficienza e l'economia di esercizio. L'applicazione di un nuovo sistema di preriscaldamento dell'acqua Franco-Crosti, che consentiva un'economia di carbone in certi caso fino al 12 %, venne iniziata nel 1937.
Un consistente gruppo di 94 locomotive 740 modificate tra il 1951 e il 1954 ebbe l'applicazione dei preriscaldatori suddetti ai due lati della caldaia e diede luogo alla nascita del gruppo 743. La modifica consentiva, non solo una certa economia di carbone ma anche un certo aumento della potenza che si traduceva anche in un incremento dello sforzo di trazione all'avviamento.
Si mantenne l'architettura generale della macchina e le sue caratteristiche generali, come il sistema di alimentazione dei cilindri a vapore surriscaldato e a semplice espansione. Il peso assiale venne mantenuto entro le 16 t per asse, e l'economia di esercizio ottenuta ripagò in maniera consistente.
Le locomotive del gruppo 743 essendo una trasformazione del gr.740 ne mantenevano il rodiggio 1-4-0 e raggiungevano la stessa la velocità massima di 65 km/h.
Le locomotive erano dotate di freno automatico ad aria compressa Westinghouse e presa di vapore per il riscaldamento delle vetture viaggiatori. Il tender adottato era quello unificato a carrelli da 22 metri cubi.
Gli ultimi anni di esercizio regolare di questo innovativo quanto curioso Gruppo sono sul finire degli anni settanta e l'ultimo ufficialmente nel 1977 sulla Ceva-Ormea con uno Speciale affidato alla 743.283
Ad oggi esistono solamente 2 esemplari: la 743.283, in carico alla Fondazione FS, conservata non atta presso il Deposito di Torino Smistamento e la 743.301 presso il Museo Nazionale dei Trasporti La Spezia.